# Squale mignon
Heteroscymnoides marleyi
Genre
Espèce
Répartition géographique
Statut de conservation UICN

 LC  : Préoccupation mineure
Le squale mignon (Heteroscymnoides marleyi) est une espèce de petits requins, la seule du genre Heteroscymnoides.